# Kim Dae-hyun
Kim Dae-hyun (8 april 1988) is een professioneel golfer uit Zuid-Korea.
Kim werd in 2006 professional en haalde via de Aziatische Tourschool een spelerskaart voor 2009. Hij speelt nu op de Aziatische PGA Tour, waar hij in 2009 drie top-10 plaatsen bereikte, bij de Indonesia President Invitational, de King's Cup en de Queen's Cup, en op de Order of Merit op de 57ste plaats eindigde.
In 2010 speelde hij het Maleisisch Open, waar hij een eerste ronde maakte van 66, inclusief een dubbelbogey op de par-3 11de hole. Zijn beste ronde op de Tour is een 64 voor de tweede ronde van het Singha Thailand Open in 2009.

## Gewonnen
- 2009: KEB Invitational